# Соколов, Николай Матвеевич (публицист)
Никола́й Матве́евич Соколо́в (15 [27] апреля 1860, Старополье Санкт-Петербургская губерния — 17 [30] ноября 1908, Петербург) — русский поэт, публицист, литературовед, литературный критик и переводчик (в том числе философских сочинений), цензор Петербургского цензурного комитета.

## Биография
Происходил из семьи священника Старопольской Ильинской церкви Матфея Петровича Соколова; мать — Матрона Несторова. Родился 15 (27) апреля 1860 года в Старополье Санкт-Петербургской губернии. Окончил Санкт-Петербургскую духовную семинарию (1880) и Санкт-Петербургскую духовную академию (1884; с 3-го курса — казённокоштный студент) со званием
кандидата богословия. Преподавал латынь в Александро-Невском духовном училище (1885—1897), с 1898 года состоял цензором Санкт-Петербургского цензурного комитета; был членом Санкт-Петербургского комитета по делам печати.
С 22 апреля 1907 года — действительный статский советник. Был награждён орденами Св. Станислава 3-й степени (1895 и Св. Анны 3-й степени (1898).
Брак Соколова с Софьей Владимировной Никольской, заключённый в 1887 году, был расторгнут (1897) по причине нарушения мужем супружеской верности. В 1898 году женился на Наталье Владимировне Зайцевой, служившей домашней наставницей, занимавшейся скульптурой, имевшей студию. От каждого брака родилось по сыну.
Скоропостижно скончался 17 (30) ноября 1908 года, отравившись уксусной эссенцией, принятой «в состоянии умопомрачения».

## Творчество
Выпустил сборник философских и эпических стихотворений (в том числе на библейские сюжеты) «Стихотворения Н. М. Соколова» (Санкт-Петербург, 1899), затем «Второй сборник стихотворений» (Санкт-Петербург, 1905) в духе «поэзии старой школы», ориентирующейся на Фета и Полонского. В 1904 году выступил сборник сатирических стихов «Русско-японская война». Выступал как публицист неославянофильского толка, поклонник А. С. Хомякова, автор книг «Об идеях и идеалах русской интеллигенции», «Русские святые и русская интеллигенция» (обе 1904). Для его стиля характерен афористичная парадоксальность, он опровергал представления о западничестве Герцена и остроумно критиковал марксизм. Среди его оппонентов — такие разные люди, как Василий Розанов и Павел Милюков (последнего он сравнивал с Катилиной). Выделяется философская автопародия 1902 г. (под псевдонимом Н. Софист) «Проект мер для более точного определения степени убеждённости современных писателей» — в качестве такого мерила предлагается денежный эквивалент.
Ряд литературно-критических работ выпустил отдельными изданиями («Иллюзии поэтического творчества. Эпос и лирика гр. А. К. Толстого», 1890, «Лирика Я. П. Полонского», 1899). В этих работах содержатся также эстетические теории автора. Владимир Соловьёв, соглашаясь в некоторых частных оценках с Соколовым, в целом оценивал его литературоведение иронически. Выступал как обозреватель текущей литературы в «Русском вестнике» (псевдоним Н. Скиф), резко высказываясь против Горького, Куприна, Андреева, «декадентов» — Зинаиды Гиппиус и Ивана Коневского.
Ещё на скамье академии начал переводить «Критику чистого разума» Канта, издал только в 1896—1897; перевёл также две другие «Критики» — «Критику практического разума» и «Критику способности суждения», а также «Антропологию» и «Религию в пределах только разума»; некоторые его переводы Канта переиздавались и в советское время. Соколов выполнил также одних из первых русских переводов Шопенгауэра («Мир как воля и представление», т. 2, 1893), перевёл роман Апулея «Золотой осёл», некоторые сонеты Франческо Петрарки, трагедию Алессандро Мандзони «Граф Карманьола» и другие сочинения. В 1906 году к открытию Государственной Думы Российской империи I созыва Н. М. Соколов написал стихотворный текст патриотического гимна «Избранникам русского народа», прославляющего депутатов.
При всех своих разносторонних дарованиях и знаниях, Соколов вызывал агрессивное неприятие не только в либеральном лагере, но и в националистических кругах (в Русском собрании, которое он покинул в 1906, «Русском вестнике» и др.).